# Върховен комисариат на ООН за бежанците
Върховният комисариат на ООН за бежанците (съкратено: ВКБООН; на английски: United Nations High Commissioner for Refugees, UNHCR) е специализирана агенция на Организацията на обединените нации, която ръководи и координира дейностите за международна закрила и социалното подпомагане на бежанците, два пъти носител на Нобелова награда за мир за 1954 г. и 1981 г.

## История, мандат и дейност
Агенцията е създадена на 14 декември 1950 г. от Общото събрание на ООН като сравнително малка специализирана агенция с първоначално предвидено тригодишно съществуване.
През 1956 г. ВКБООН е изправена пред първата мащабна спешна ситуация – напливът на бежанци след смазаното от СССР Унгарско въстание. Очакванията, че ВКБООН ще стане ненужна, не се оправдават. През следващите години бежанските движения се превръщат в често явление в целия свят.
През 60-те години деколонизацията на Африка дава началото на един от първите мащабни бежански кризи и тогава намесата на ВКБООН е на лице.
През 70-те и 80-те години на 20 век Върховният комисариат на ООН за бежанците се отзовава на помощ на търсещите спасение бежанци в Азия и Латинска Америка.
В началото на 21 век ВКБООН участва в разрешаването на мащабни бежански кризи на африканския континент като например в Демократична република Конго и Сомалия, както и в Азия, особено продължаващата вече 30 години ситуация с афганистанските бежанци. В същото време ВКБООН е призована да използва опита си, за да помогне на много вътрешно разселени от конфликти лица. Макар и без да привлича толкова много внимание, ВКБООН помага активно на апатридите – една пренебрегвана, макар и наброяваща милиони хора група, чиито представители са в опасност да им бъдат отказани основни права, защото нямат гражданство.
В някои краища на света – като Африка и Латинска Америка, мандатът на ВКБООН от 1951 г. бе подсилен от регионални инструменти за правна закрила.
Решаваща е ролята на ВКБООН и при опитите за справяне с бежанския проблем породен от войната в Сирия започнала през 2011 година. Само през януари 2013 г. според данни на ВКБООН, регистрираните бежанци от Сирия са се увеличили с близо 25 процента. От началото на конфликта над 787 000 сирийци са се регистрирали като бежанци или очакват да бъдат записани като такива в региона, главно в Ливан, Ирак, Йордания и Турция.
При основаването си ВКБООН разполага само с 34 служители. Сега организацията има над 7680 души национален и международен персонал, голяма част от които работят на терен изпълнявайки мисии в Ливан, Южен Судан, Чад/Дарфур, Ирак, Афганистан както и в Кения. Агенцията е представена в над 125 държави, с персонал базиран в 414 бюра, повечето от които подпредставителства, разположени в отдалечени райони на света. Днес контингентът на ВКБООН наброява 33.9 милиона души: 10.5 милиона бежанци, 14.7 милиона вътрешно разселени, 3.1 милиона завърнали се бежанци, 3.5 милиона апатриди и над 837 000 лица, търсещи убежище. Бюджетът на организацията се е увеличил от $300 000 щатски долара през първата година на нейното съществуване до над $3.59 милиарда през 2012 г.
ВКБООН работи в сферата на хуманитарните помощи, като негова основна цел е да защитава правата и живота на бежанците, да осигурява възможността за упражняване правото на убежище и сигурен подслон, както и да закриля бежанците и да подпомага намирането на решения съдействайки им да се завръщат в тяхната собствена страна или да се установят в друга. Усилията на Комисариатът са залегнали в устава на организацията и се ръководят от Конвенцията на ООН за бежанците от 1951 г. и Протоколът към нея от 1967 г.
Дейността на ВКБООН се основава върху комплекс от международни актове и стандарти, сред които Всеобщата декларация за правата на човека от 1948 г. и четирите Женевски конвенции (1949 г.) по международно хуманитарно право, както и множество международни и регионални договори и декларации със задължителен или незадължителен характер, изрично посветени на нуждите на бежанците.
На международно равнище ВКБООН насърчава сключването на международни договори относно бежанците и наблюдава спазването на международното бежанско право от страна на държавите. Служителите на ВКБООН популяризират бежанското право сред всички хора, които работят по закрилата на бежанците, включително служители на граничната полиция, журналисти, неправителствени организации, съдии и висши държавни служители.
Що се отнася до полевата работа, служителите на ВКБООН закрилят бежанците чрез широк кръг дейности – закрила при извънредни ситуации, преместване на бежанските лагери далеч от граничните райони за по-голяма безопасност; гарантиране участието на жените-бежанки в разпределението на храните и в социалната дейност; събиране на разделени семейства; осведомяване на бежанците за условията в родната им страна, за да могат да вземат обосновано решение за евентуално завръщане; снабдяване на бежанците с документи с оглед преследването им във втора приемаща страна; посещеня на места за задържане; както и даване на консултации на правителствата по законопроектите, политиката и практиката, свързани с бежанците.
ВКБООН търси дългосрочни решения за тежката участ на бежанците, като им помага да се репатрират в собствената си страна (ако условията позволяват завръщане там), да се интегрират в приемащата страна или да се преселят в друга страна.

## Лица под грижите на ВКБООН
Пет са основните категории лица, които попадат под закрилата на ВКБООН:
- Бежанци по Конвенцията за статута на бежанците
- Лица, избягали от сериозно разстройство на обществения ред (например бежанци, които отговарят на определенията в конвенцията на ОАЕ и в Декларацията от Картагена)
- Завърнали се (т.е. бивши) бежанци
- Лица без гражданство (апатриди)
- Вътрешно разселени лица

Правомощията на ВКБООН да предприема действия в полза на тези лица произтича от конвенцията от 1951 г., конвенцията на ОАЕ, Декларацията от Картагена или резолюциите на Общото събрание на ООН.

## Върховен комисар на ВКБООН
Върховният комисар се избира от Общото събрание на ООН по предложение на Генералния секретар, обикновено с мандат 5 години. Върховният комисар се отчита пред Общото събрание на ООН чрез Икономическия и социален съвет (ИКОСОС).
Към момента върховен комисар на агенцията на ООН за бежанците е Антониу Гутериш. Той е 10-и поред Върховен комисар от 15 юни 2005, като през април 2010 започва вторият му пореден мандат.
Антониу Гутериш е роден на 30 април 1949 г.в Лисабон, португалски политик, завършил Технически Университет в Лисабон, водвец с две деца.
- От 1981 до 1983 г. Гутериш е член на Парламентарната асамблея на Съвета на Европа и председател на Комисията по миграция, бежанци и демография.
- От 1992 до 2002 е генерален секретар на Португалската социалистическа партия.
- Премиер-министър в периода 1999 – 2002 г.
- председател на Социалистическия интернационал (1999 – 2005).

## Управление и Организиране на ВКБООН
Агенцията се управлява изцяло от общотото събрание на ООН и икономическият и социален съвет. Изпълнителният комитет на ВКБООН (ExCom) е създаден през 1958 г. от ИКОСОС по искане на Общото събрание на ООН и се състои от държави членки. Основните му задачи са да одобрява програмите на Върховния комисар за подпомагане, да дава съвети на Върховния комисар при изпълнението на функциите му по статута, особено във връзка с международната закрила, и да контролира всички финансови и административни аспекти на дейността на организацията. Членовете на Изпълнителния комитет се избират от ИКОСОС. Комитетът провежда едно годишно заседание с продължителност една седмица (през октомври в Женева, Швейцария). До пет пъти годишно се провеждат заседания на Постоянния комитет.
Към момента Изпълнителния комитет включва 85 члена, чиято работа е да одобряват програмите и бюджетите на агенцията. Първоначално агенцията е била създадена с 3-годишен мандат за да окаже помощ на бежанците разселени от Втората световна война, след което е трябвало да бъде спряна, но тъй като бежанският проблем не изчезва а се превръща в постоянно явление, агенцията започва да подновява мандата си на всеки няколко години.
Едва през 2003 г. агенцията удължава мандата на организацията на безсрочен, под наслов „докато се разреши проблема с бежанците“.
Като ръководител на организацията върховният комисар Антониу Гутериш отговаря за управлението и контрола на ВКБООН. Той докладва веднъж годишно за работата на ВКБООН пред ИСС и общото събрание.
Агенцията има около 8000 души местен и международен персонал, в повече от 125 държави.
През годините дейността на ВКБООН по света стават все по-сложни, като се започне от набиране на кадри и осигуряване на тяхната сигурност в опасни ситуации и се стигне до организиране на всякакви доставки – от медицински продукти и храни до наемане на самолети. Специализираните отдели, базирано предимно в централата в Женева, ръководят основни области като операции, закрила, външни отношения, човешки ресурси и финансиране. Редица регионални бюра свързват централата и националните представителства.

## Нобелова Награда
През 1954 г. ВКБООН печели Нобелова награда за мир заради огромните си усилия в помощ на бежанците в Европа. 25 години по-късно – през 1981 г. – ВКБООН получава високото отличие още веднъж за помощта към бежанците вече в световен мащаб, като наградата само подчертава политическите пречки, срещу които се изправя организацията.
За повече от пет десетилетия агенцията е помогнала на близо 50 милиона души да започнат живота си отново и подпомага 32,9 милиона.
Според статистическите данни, с които разполага ВКБООН, около 50,8 на сто от лицата под неговите грижи са жени, приблизително 41 на сто не са навършили 18 години.
Генералният секретар на ООН Кофи Анан обявява през 2001 г. 20 юни за Световен ден на бежанците. Към този момент ВКБООН е предоставил закрила и съдействие на близо 5,2 милиона вътрешно разселени лица по света.

## Представителство в България
На 22 юли 1993 година Върховния комисариат на ООН за бежанците и правителството на Република България сключват официално споразумение, по силата на което стартира мандата на ВКБООН в страната.
Международното присъствие на ООН в България се ръководи от Постоянния координатор на ООН, който е и представител на Програмата на ООН за развитие (ПРООН).
ВКБООН В България оказва съдействие на властите и на гражданските организации, които работят директно или косвено по закрилата на бежанците, и подпомага по-нататъшното развитие на националната система за закрила в рамките на непрекъснато развиващата се общоевропейска система за убежище.
През 2008 България заедно с Румъния, се присъединява към Регионалното Представителство на ВКБООН за Централна Европа. Днес, Регионалното Представителство за Централна Европа обхваща 7 страни: България, Чехия, Унгария, Полша, Румъния, Словакия и Словения. Ролята на ВКБООН в България е да подпомага, консултира и да се застъпва в партньорство с правителствата и НПО, за се осигури:
- Ефективен достъп на търсещите убежище до територията на ЕС и процедури по предоставяне на убежище;
- Непрекъснато наблюдение и подобряване условията на живот за търсещите убежище в приемателни центрове и други места за бежанци, както и гаранции по отношение на тяхната възраст, пол и специални нужди;
- Справедливи и ефективни процедури за бежански статут в съответствие с международните правни стандарти;
- Намиране на трайни решения чрез ефективни политики за интеграция и презаселване, както и насърчаване на по положителен социален климат и отношение към бежанците и отхвърляне на ксенофобски и расистки настроения.

## Посланици на добра воля на ВКБООН
За привличане на възможно по-голям интерес към работата на ВКБООН, комисариатът работи съвместно с така наречените посланици на добра воля, между които са Анджелина Джоли, Йоргос Даларас, Жулиен Клерк, Адел Имам, Барбара Хендрикс и Джорджо Армани.

## Върховни комисари
Длъжността върховен комисар е заемана от:
- Герит Ян ван Хойвен Гьодхарт, (Нидерландия) – 1951 – 1956
- Аугуст Линд, (Швейцария) – 1956 – 1960
- Феликс Шнайдер, (Швейцария) – 1960 – 1965
- Садрудин Ага хан, (Иран) – 1965 – 1977
- Пол Хартлинг, (Дания) – 1978 – 1985
- Жан-Пйер Хоке, (Швейцария) – 1986 – 1989
- Торвалд Столтенберг, (Норвегия) – януари-ноември 1990
- Садако Огата, (Япония) – 1990 – 2000
- Рууд Люберс, (Нидерландия) – 2001 – 2005
- Антониу Гутериш, (Португалия) – 2005 – 2016
- Филипо Гранди, (Италия) – 2016 -

В периода 1922 – 1927 г. Фритьоф Нансен изпълнява длъжността върховен комисар на ОН за бежанците.